# Walsh-Gletscher (Antarktika)
Der Walsh-Gletscher ist ein Gletscher an der Oates-Küste des ostantarktischen Viktorialands. Im Zentrum der Wilson Hills fließt er entlang der Südseite der Goodman Hills in ostnordöstlicher Richtung und mündet in den unteren Abschnitt des Tomilin-Gletschers.
Der United States Geological Survey kartierte ihn anhand eigener Vermessungen und Luftaufnahmen der United States Navy aus den Jahren von 1960 bis 1964. Das Advisory Committee on Antarctic Names benannte ihn im Jahr 1970 nach Gary Walsh, der von 1968 bis 1969 im Rahmen des United States Antarctic Research Program als Biologe auf der Hallett-Station tätig war.